# فورت دپازیت (آلاباما)
فورت دپازیت (به انگلیسی: Fort Deposit) شهری در شهرستان لاوندز ایالت آلاباما است که مساحت آن ۱۴٫۶۶ کیلومتر مربع است و در سرشماری سال ۲۰۱۰ میلادی، ۱٬۳۴۴ نفر جمعیت داشته و تراکم جمعیتی آن، ۹۱٫۶۸ نفر در هر کیلومتر مربع بوده است.

## نگارخانه

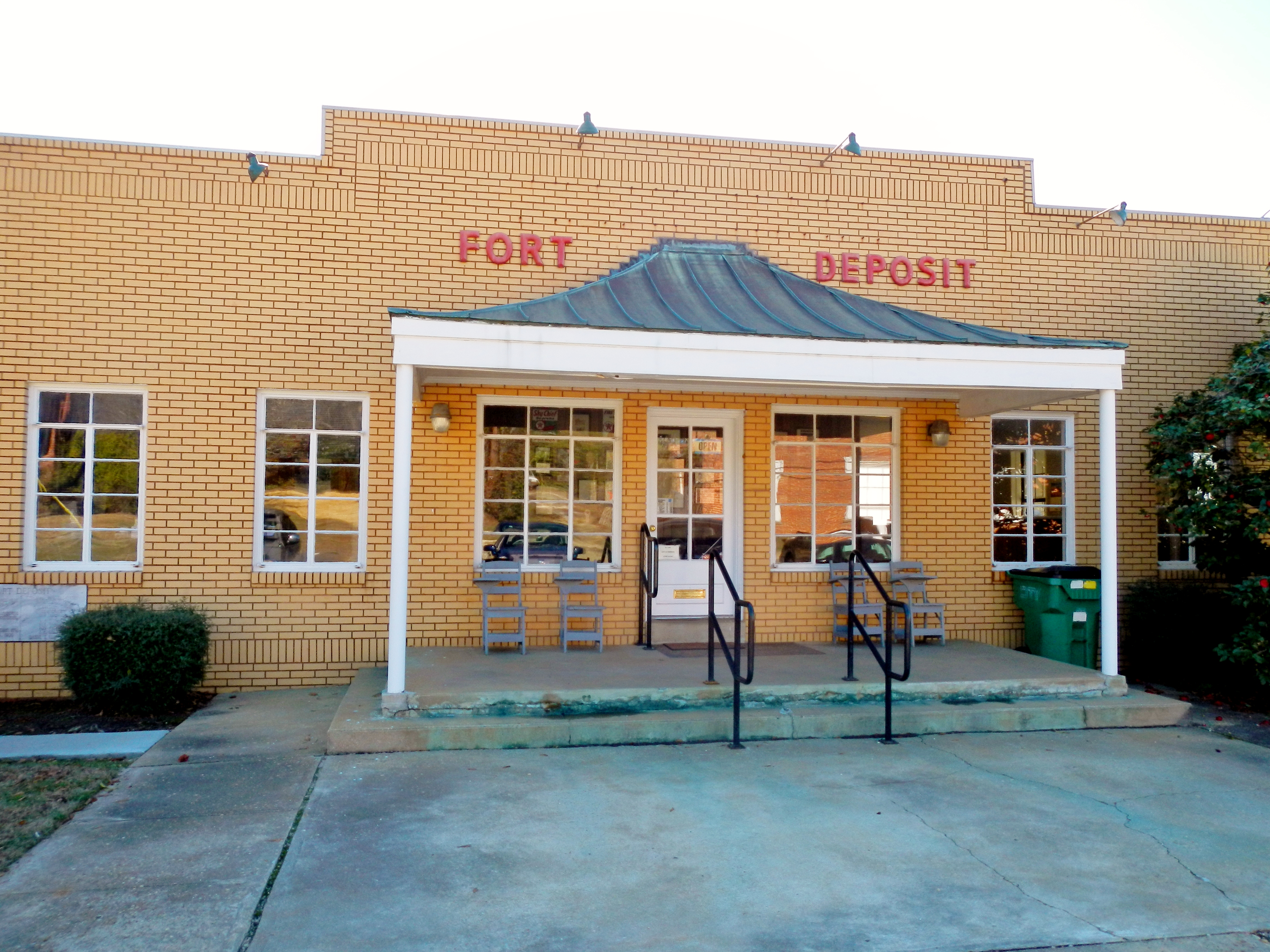
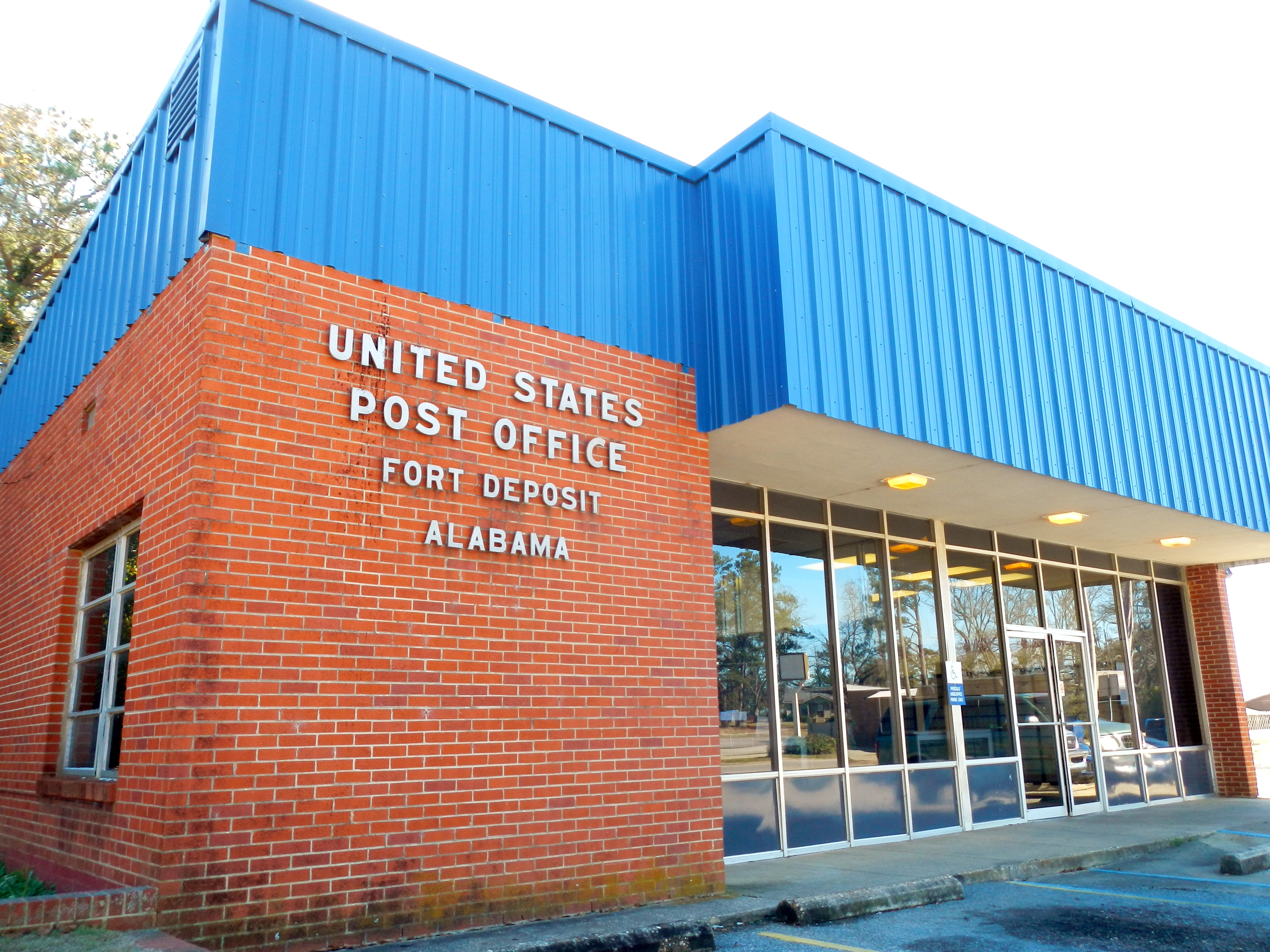
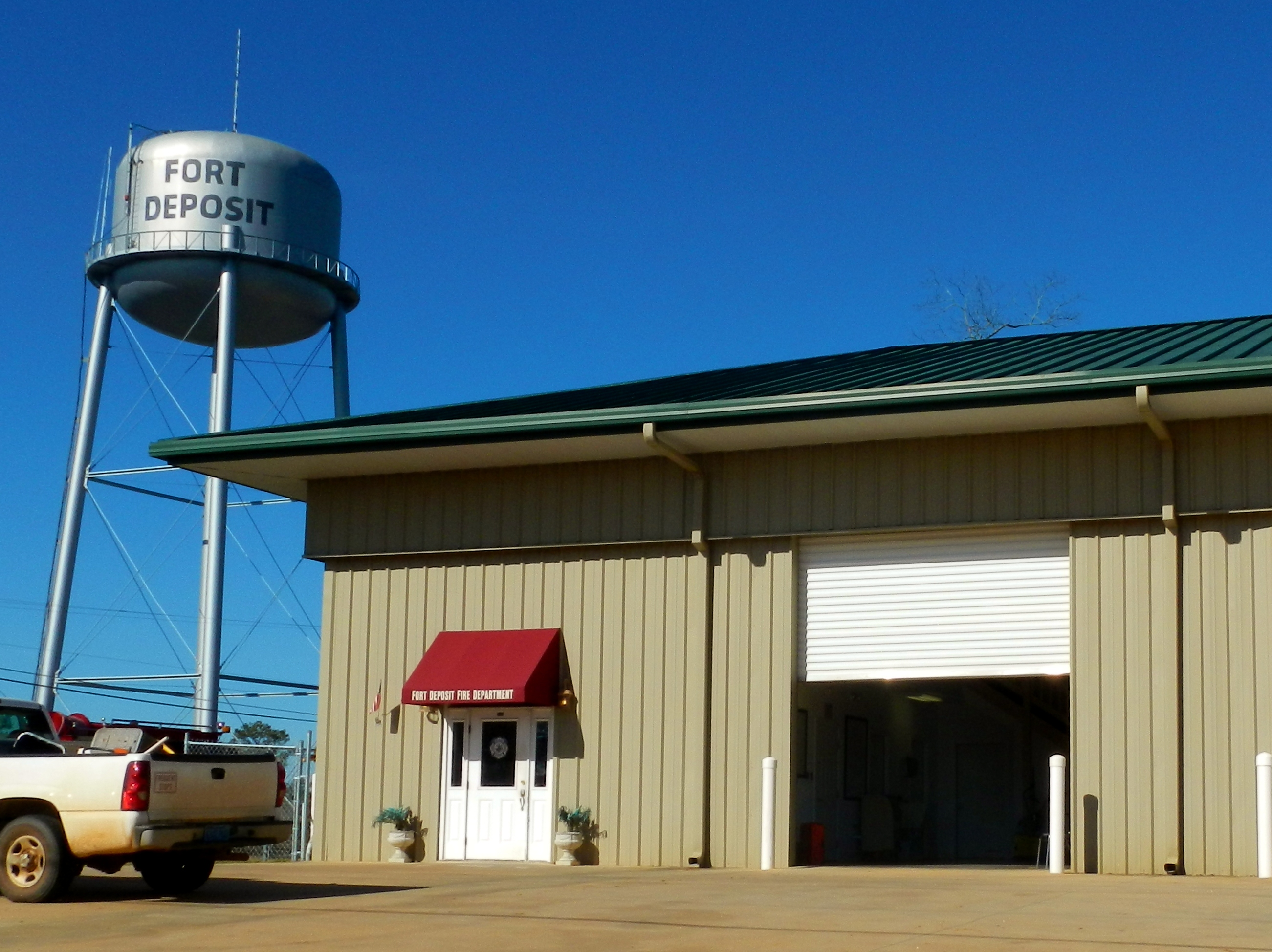
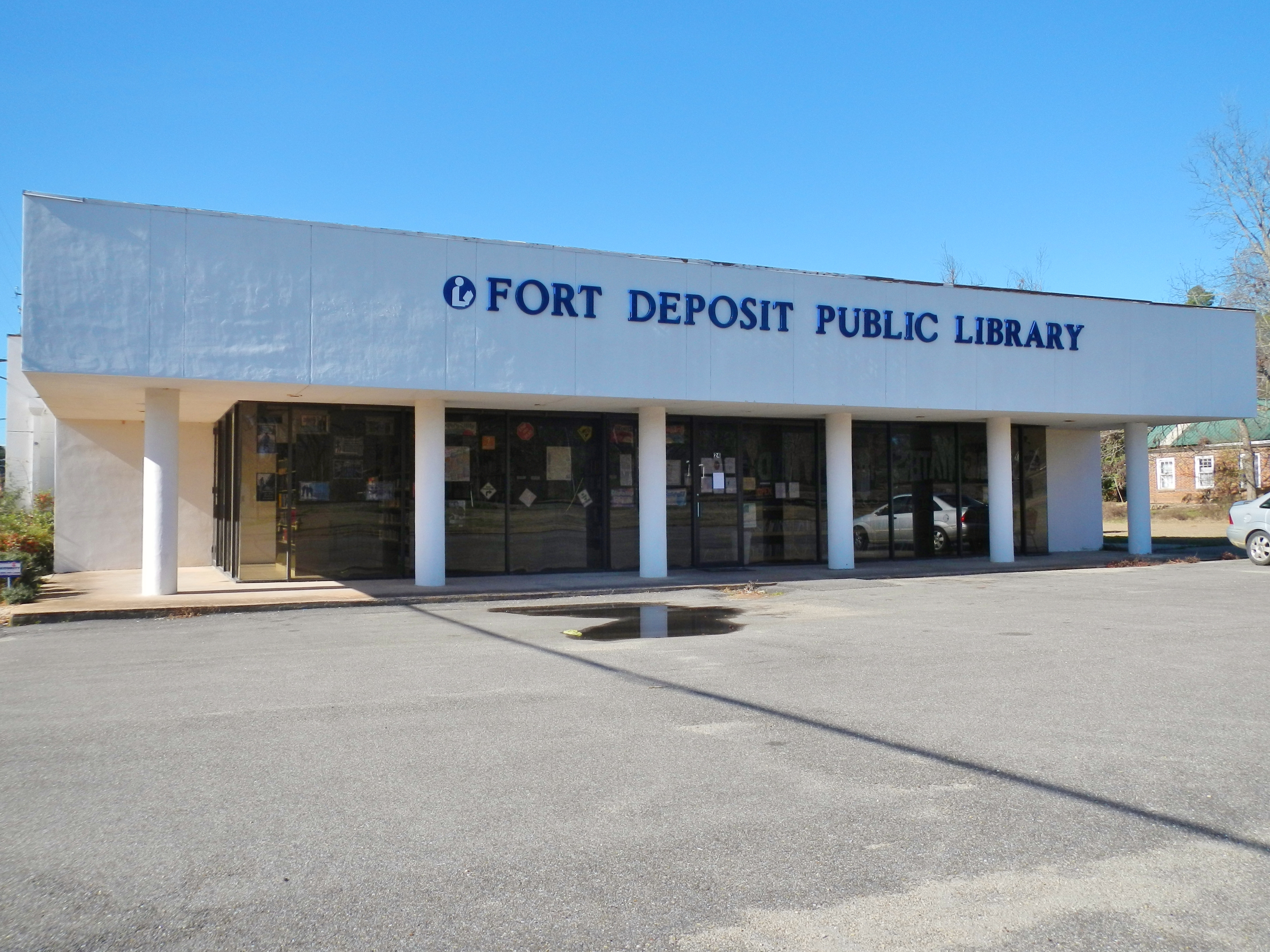
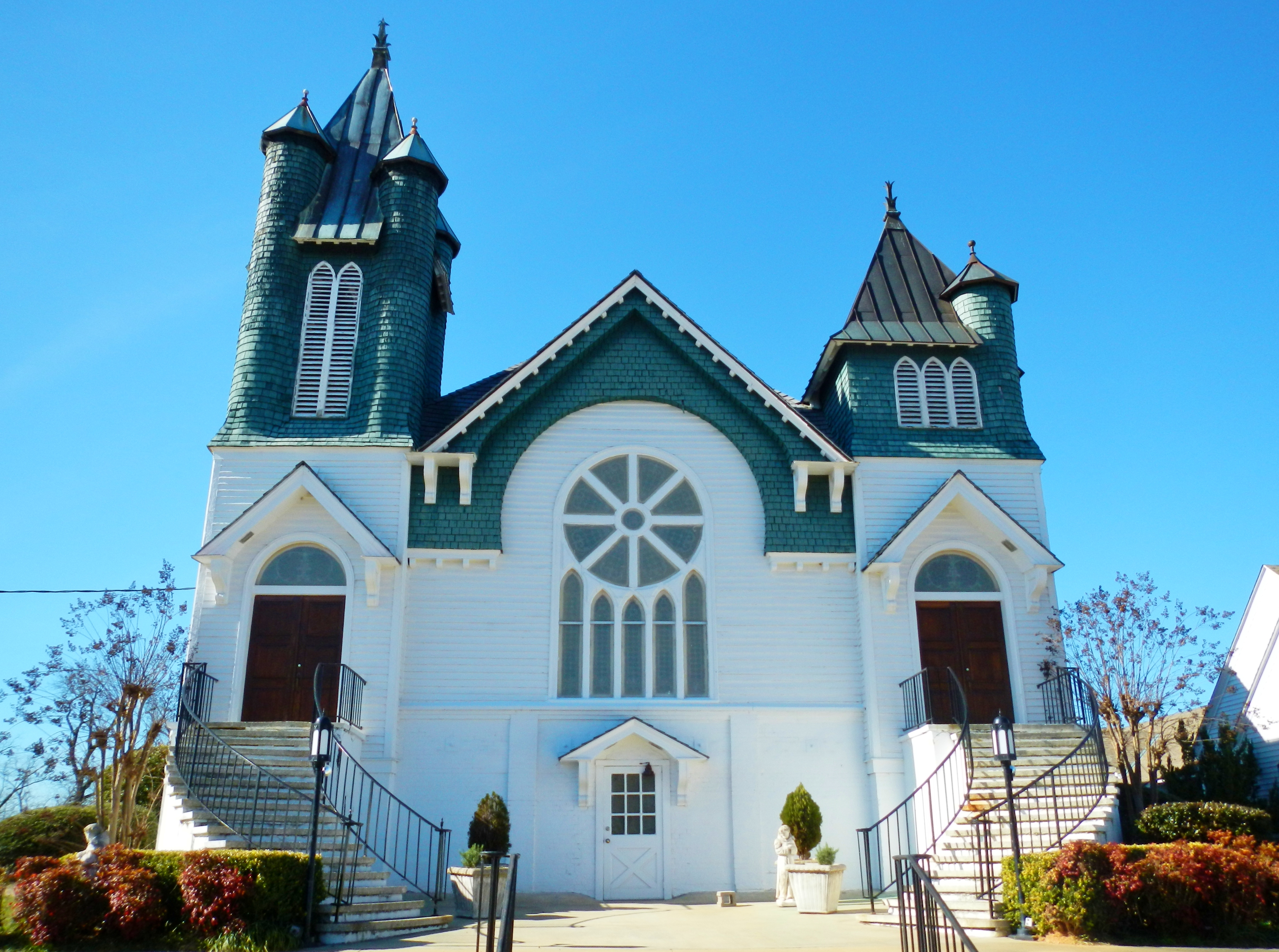
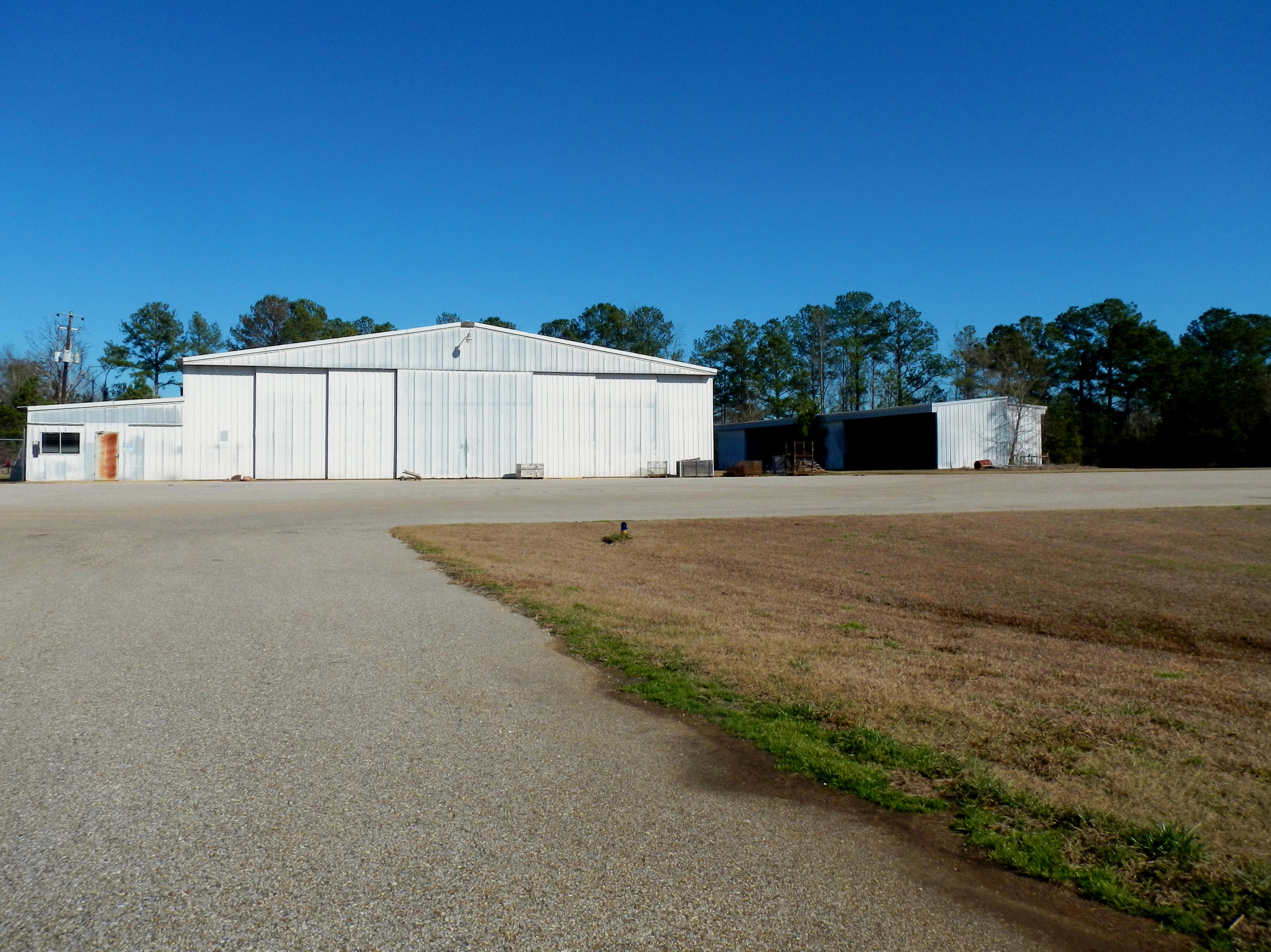